# Некула, Вероника
Вероника Некула (рум. Veronica Necula; 15 мая 1967, Тырговиште) — румынская гребчиха, двукратный серебряный призёр Олимпийских игр в заплывах восьмёрок, бронзовый призёр Олимпийских игр 1988 года в Сеуле в классе распашных четвёрок c рулевой. Двукратная чемпионка мира.

## Биография
На чемпионате мира 1987 года в Копенгагене выиграла золото в заплывах восьмёрок и распашных четвёрок c рулевой.